# Camille Lacourt
Camille Lacourt (Narbona, 22 de abril de 1985) es un deportista francés que compitió en natación, especialista en el estilo espalda.
Ganó ocho medallas en el Campeonato Mundial de Natación entre los años 2011 y 2017, y una medalla de plata en el Campeonato Mundial de Natación en Piscina Corta de 2010.
Además, obtuvo cinco medallas de oro en el Campeonato Europeo de Natación, en los años 2010 y 2016, y una medalla de bronce en el Campeonato Europeo de Natación en Piscina Corta de 2013.
Participó en dos Juegos Olímpicos de Verano, ocupando el cuarto lugar en Londres 2012 y el quinto en Río de Janeiro 2016, en la prueba de 100 m espalda.

## Palmarés internacional
| Campeonato Mundial                  | Campeonato Mundial    | Campeonato Mundial | Campeonato Mundial |
| Año                                 | Lugar                 | Medalla            | Prueba             |
| ----------------------------------- | --------------------- | ------------------ | ------------------ |
| 2011                                | Shanghái (China)      | Medalla de oro     | 100 m espalda      |
| 2011                                | Shanghái (China)      | Medalla de plata   | 50 m espalda       |
| 2013                                | Barcelona (España)    | Medalla de oro     | 50 m espalda       |
| 2013                                | Barcelona (España)    | Medalla de oro     | 4 × 100 m estilos  |
| 2015                                | Kazán (Rusia)         | Medalla de oro     | 50 m espalda       |
| 2015                                | Kazán (Rusia)         | Medalla de plata   | 100 m espalda      |
| 2015                                | Kazán (Rusia)         | Medalla de bronce  | 4 × 100 m estilos  |
| 2017                                | Budapest (Hungría)    | Medalla de oro     | 50 m espalda       |
| Campeonato Mundial en Piscina Corta |                       |                    |                    |
| Año                                 | Lugar                 | Medalla            | Prueba             |
| 2010                                | Dubái (EAU)           | Medalla de plata   | 100 m espalda      |
| Campeonato Europeo                  |                       |                    |                    |
| Año                                 | Lugar                 | Medalla            | Prueba             |
| 2010                                | Budapest (Hungría)    | Medalla de oro     | 50 m espalda       |
| 2010                                | Budapest (Hungría)    | Medalla de oro     | 100 m espalda      |
| 2010                                | Budapest (Hungría)    | Medalla de oro     | 4 × 100 m estilos  |
| 2016                                | Londres (Reino Unido) | Medalla de oro     | 50 m espalda       |
| 2016                                | Londres (Reino Unido) | Medalla de oro     | 100 m espalda      |
| Campeonato Europeo en Piscina Corta |                       |                    |                    |
| Año                                 | Lugar                 | Medalla            | Prueba             |
| 2013                                | Herning (Dinamarca)   | Medalla de bronce  | 100 m espalda      |